# Mileewa yangi
Mileewa yangi (лат.) — вид цикадок рода Mileewa из отряда полужесткокрылых насекомых. Эндемик Китая (Guizhou Province, Libo, Maolan). Вид назван в честь сборщика типовой серии Yang Zai-hua.

## Описание
Длина около 5 мм. Дорзум шоколадно-коричневый с жёлто-белыми отметинами. Верх головы с продольной срединной линией и двумя косыми боковыми линиями, спереди и сзади глазков с небольшим пятном; глазки красные, глаза жёлто-коричневые. Переднеспинка в множестве пятен, передняя половина с нечеткими, расходящимися сзади косыми линиями; среднеспинка с парой овальных мелких пятнышек, вершина щитка белая. Переднее крыло с красными жилками, поверхность с множеством полупрозрачных пятен; с тремя гиалиновыми отметинами: одна большая отметина около середины заднего края, одна относительно большая отметка у основания второй апикальной ячейки и маленькая — у основания третьей апикальной клетки. Лицо и брюшко жёлто-белые, ноги жёлто-белые, кроме вершины лапок, пигофер красно-коричневый. Этот вид по внешнему виду похож на M. huapingana Meng & Yang, но отличается от последнего вершиной пигоферного отростка с двумя угловатыми и одним округлым выступами; отросток пигофера короткий, не выходит за вершину пигофера; а эдеагус имеет пары апикальных вентральных отростков размером с предвершинные. Вид был впервые описан в 2014 году по материалам из Китая.